# Alexander Duda

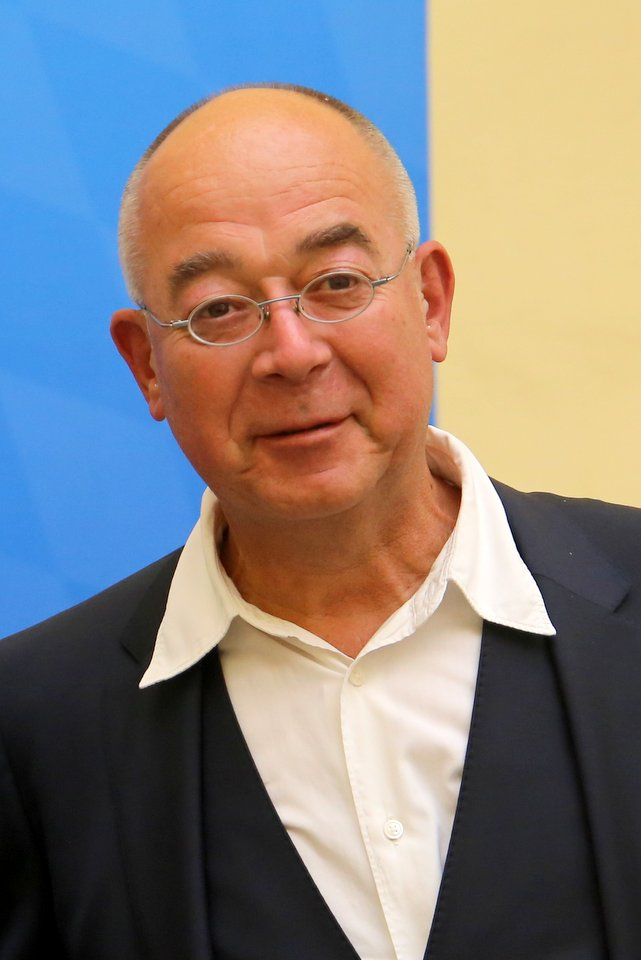
Alexander Duda (2017)

Alexander Duda (* 1. März 1955 in München) ist ein deutscher Theaterregisseur, Synchron- und Hörbuchsprecher und Theater- und Volksschauspieler.

## Leben
Duda absolvierte von 1975 bis 1978 ein Schauspielstudium an der Otto-Falckenberg-Schule in München. Bereits während des Studiums spielte er in dem BR-Dreiteiler Sachrang mit. Von 1989 bis 1992 stellte er den Adolf Grandauer in der ebenfalls vom BR produzierten Serie Löwengrube dar. Duda spielt seit November 2006 (Folge 81) in der ZDF-Vorabendserie Die Rosenheim-Cops den Polizeidirektor Gert Achtziger. Seitdem gehört er in der Serie zur Stammbesetzung.
Mehr als beim Fernsehen ist Alexander Duda am Theater engagiert: Er schreibt, inszeniert und spielt mit einer eigenen Truppe. Am Münchner Volkstheater spielte er in zahlreichen Stücken mit. Unter anderem verkörperte er die Rolle des Brandner Kaspars in Kurt Wilhelms Komödie Der Brandner Kaspar und das ewig’ Leben. Duda ist zudem umfangreich als Synchronsprecher tätig.
Alexander Duda, der in München lebt, ist mit der Schauspielerin Jutta Schmuttermaier verheiratet. Er ist der Sohn von Gernot Duda und der Bruder von Solveig Duda.

## Ehrungen
- 2017: Bayerische Staatsmedaille Innere Sicherheit[8]

## Theater (Regie)
- Thalia Theater Hamburg
- Theater Krefeld und Mönchengladbach

## Theater (Engagements)
- Stadttheater Bern
- Münchner Kammerspiele
- Theater am Neumarkt Zürich
- Münchner Volkstheater

## Filmografie (Auswahl)
- 1977: Sachrang
- 1981: Die Rumplhanni
- 1986: Stammheim
- 1988: Tatort – Programmiert auf Mord (Fernsehreihe)
- 1989: Tatort: Bier vom Faß (Fernsehreihe)
- 1989–1992: Löwengrube (Fernsehserie)
- 1991–1994: Anwalt Abel (Fernsehserie, 2 Folgen)
- 1993: Ein Bayer auf Rügen (Fernsehserie, 2 Folgen)
- 1993–1997, 2018: SOKO München (Fernsehserie, 16 Folgen)
- 1994: Der Bergdoktor (Fernsehserie, 1 Folge)
- 1994: Lutz & Hardy (Fernsehserie, 1 Folge)
- 1995: Peter Strohm (Fernsehserie, 2 Folgen)
- 1997: Derrick (Fernsehserie, 1 Folge)
- 1997–2014: Der Komödienstadel (Fernsehreihe, 9 Folgen, verschiedene Rollen)
- 1997: Tatort: Liebe, Sex, Tod (Fernsehreihe)
- 1997: Mali
- 1997–2000: Zwei Brüder (Fernsehserie, 7 Folgen)
- 1998: Der Bulle von Tölz: Der Mistgabelmord (Fernsehreihe)
- 1998: Zugriff (Fernsehserie, 1 Folge)
- 1999: Dr. Stefan Frank – Der Arzt, dem die Frauen vertrauen (Fernsehserie, Folge: Mit dem Herzen eines Vaters)
- 1999: Unser Lehrer Doktor Specht (Fernsehserie, 1 Folge)
- 1999–2000: Café Meineid (Fernsehserie, 2 Folgen)
- 2000: Tatort: Einmal täglich (Fernsehreihe)
- 2000–2009: Der Alte (Fernsehserie, 9 Folgen, verschiedene Rollen)
- 2001: Invincible – Unbesiegbar
- 2002–2017: Um Himmels Willen (Fernsehserie, 4 Folgen)
- 2002–2007: Forsthaus Falkenau (Fernsehserie, 3 Folgen)
- 2003: Die Rosenheim-Cops (Fernsehserie, Folge: Gefährliche Freundschaft)
- 2004: München 7 (Fernsehserie, 1 Folge)
- 2004–2008: Siska (Fernsehserie, 4 Folgen, verschiedene Rollen)
- 2005: Heiraten macht mich nervös
- 2005: Der Bulle von Tölz: Liebesleid (Fernsehreihe)
- 2005: Willkommen daheim
- 2006: Unter Verdacht (Fernsehreihe, 1 Folge)
- 2006: SOKO Kitzbühel (Fernsehserie, 1 Folge)
- seit 2006: Die Rosenheim-Cops (Fernsehserie)
- 2007: Rosa Roth (Fernsehreihe)
- 2009: Meine wunderbare Familie (Fernsehserie, 1 Folge)
- 2009: Tatort: Um jeden Preis (Fernsehreihe)
- 2011: Hubert und Staller (Fernsehserie, Folge: Letzte Haltestelle Mord)
- 2012: Die Garmisch-Cops (Fernsehserie, Folge: Ein Mordsdorf)
- 2015: Im Schleudergang (Fernsehserie, 1 Folge)
- 2020: Lena Lorenz (Fernsehserie, Folge: Sternenkind)
- 2022: München Mord: Dolce Vita (Fernsehreihe)
- 2022: In aller Freundschaft (Fernsehserie, Folge: Mutti und Mama)

## Synchronrollen (Auswahl)

### FürDave Bautista
- 2014: Guardians of the Galaxy, Rolle: Drax
- 2017: Guardians of the Galaxy Vol. 2, Rolle: Drax
- 2017: Blade Runner 2049, Rolle: Sapper Morton
- 2018: Escape Plan 2: Hades, Rolle: Trent DeRosa
- 2018: Avengers: Infinity War, Rolle: Drax
- 2019: Avengers: Endgame, Rolle: Drax
- 2022: Thor: Love and Thunder, Rolle: Drax
- 2022: The Guardians of the Galaxy Holiday Special, Rolle: Drax
- 2023: Guardians of the Galaxy Vol. 3, Rolle: Drax

### FürStacy Keach
- 2013: Planes, Rolle: Skipper
- 2014: Planes 2 – Immer im Einsatz, Rolle: Skipper

### FürStephen Fry
- 2013: Der Hobbit: Smaugs Einöde, Rolle: Meister von Esgaroth
- 2014: Der Hobbit: Die Schlacht der fünf Heere, Rolle: Meister von Esgaroth

### Filme
- 1994: Für Vincent D’Onofrio in Ed Wood, Rolle: Orson Welles
- 2013: Für Martin Short in Frankenweenie, Rolle: Mr. Burgemeister
- 2015: Für Mark Lewis Jones in Kind 44, Rolle: Tortoise
- 2016: Für J. K. Simmons in Zoomania, Rolle: Bürgermeister Leodore Lionheart
- 2019: Für Ciarán Hinds in Die Eiskönigin 2, Rolle: Pabbie

### Serien
- 2013: Für Matt Servitto in Prime Suspect, Rolle: Dr. Philbin
- 2014–2016: Für Roger Ashton-Griffiths in Game of Thrones, Rolle: Mace Tyrell
- 2018–2023: Für Peter Friedman in Succession, Rolle: Frank Vernon
- 2022: Für David Horovitch in House of the Dragon, Rolle: Großmaester Mellos
- 2022: Für Lenny Henry in Der Herr der Ringe: Die Ringe der Macht, Rolle: Sadoc Lochner